# الإرهاب في نيوزيلندا

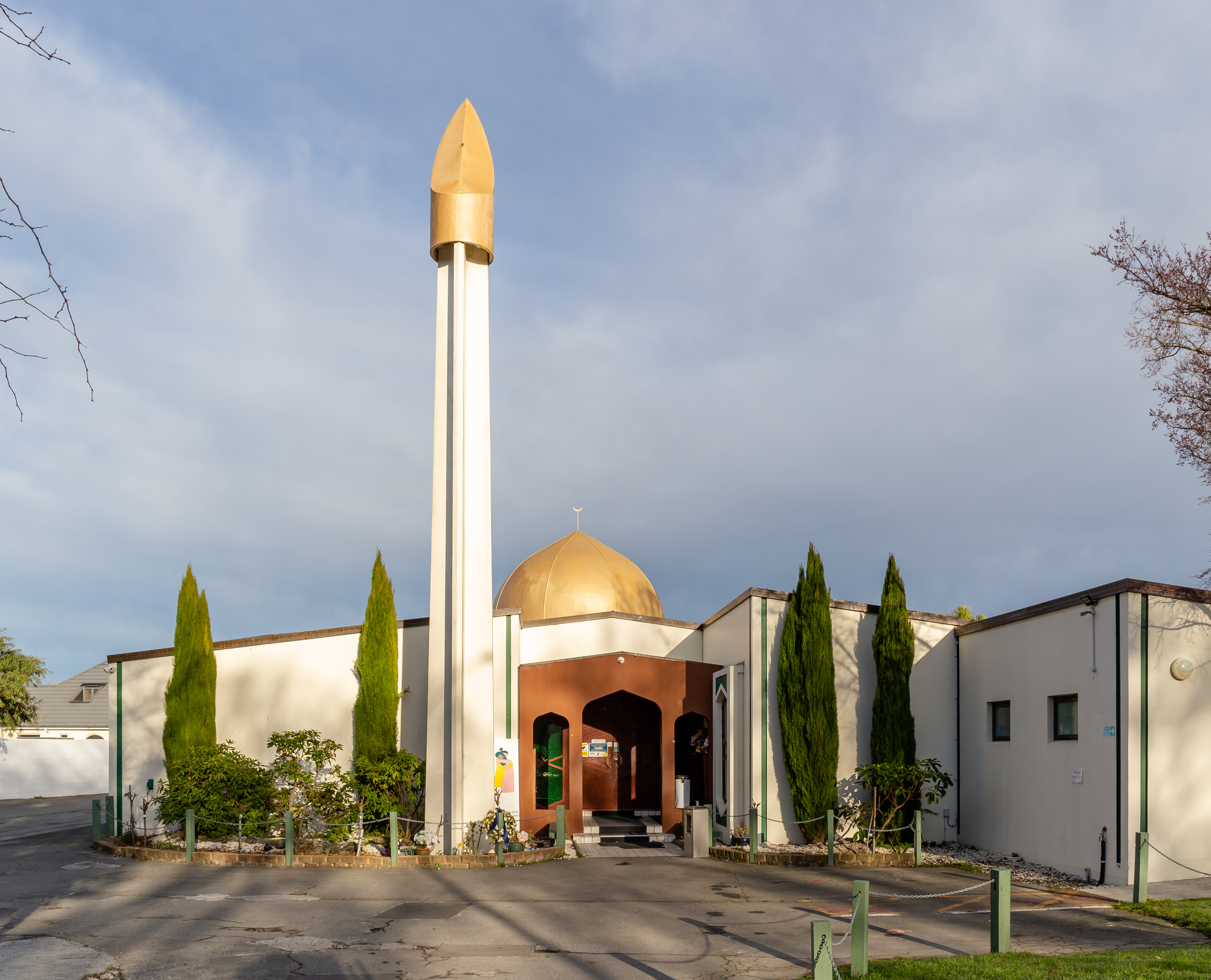
مسجد النور الذي كان يستهدف من جماعة إرهابية.

الإرهاب في نيوزيلندا هو مُصطلح يُقصد به مجموعة الحوادث الإرهابية التي ارتُكِبَت في دولة نيوزيلندا الواقعة جنوب شرق قارة أستراليا، ولكن نيوزلندا من الدول التي لم تشهد سوى عدد صغير من الحوادث الإرهابية التي حدثت في تاريخها القصير منذ تأسيسها عام 1907، ويُعتبر التهديد الأمني مُنخفضًا بشكل عام فيها، ومع ذلك فقد صرح جهاز المُخابرات الأمني (SIS) بأنه غير راضٍ عن أدائه
برز اسم نيوزيلندا في ملف الإرهاب مع الهجوم الإرهابي الذي استهدف مسجدين بمدينة كرايستشيرش يوم الجمعة في الخامس عشر من فبراير عام 2019، نفذ الهجوم أسترالي أبيض معاد للهجرة والمسلمين. 